# Pencil
Pencil is een bestuurslaag in het regentschap Kebumen van de provincie Midden-Java, Indonesië. Pencil telt 368 inwoners (volkstelling 2010).